# یواس‌اس کپتور (پی‌وای‌سی-۴۰)
یواس‌اس کپتور (پی‌وای‌سی-۴۰) (به انگلیسی: USS Captor (PYc-40)) یک کشتی بود که طول آن ۱۳۳ فوت (۴۱ متر) بود. این کشتی در سال ۱۹۳۸ ساخته شد.